# 柳青 (演員)
柳青（1943年8月7日—2015年11月4日），本名張春美，另有藝名小春美，生於日治台灣台南州台南市（今台南市），歌仔戲小生演員，也曾在電影中演出。與楊麗花、葉青、小明明（巫明霞）合稱「四大小生」。

## 生平
台南市勝利國小畢業。在廖萬梓（司馬玉嬌的父親）的帶領下，進入日月園歌劇團，學習歌仔戲，藝名小春美。習藝期間，被台聯製片賴國材和導演梁哲夫相中，主演電影歌仔戲，2年期間演出30多部電影歌仔戲，角色忽男忽女，都可以勝任，人紅戲紅。
1962年，贌約期滿，從日月園出班，成為台聯影片國台語雙棲簽約演員，並且改藝名為柳青，成為台灣著名演員，之後陸續演出國台語電影接近百部。與張小燕共同演出黃梅調電影《七仙女（續集）》，由台聯電影拍攝出品。因非常賣座，接著又演出《七仙女（完結篇）》。
1964年，演出《天字第一號》與柯俊雄分飾男女主角。還有1967年的《安平追想曲》、《田莊兄哥》、《意難忘》等，國台語雙聲，計有一百多部。
1969年，中國電視公司開播，柳青受邀加入中視歌劇團，與陳聰明、王金櫻合作演出《梁山伯與祝英台》、《西廂記》、《大漢中興》等多部電視歌仔戲，大受歡迎。在當時電視圈中，與楊麗花、葉青、小明明合稱「四大小生」，在中視期間共演出五十多部電視歌仔戲。
1973年，加入台視聯合歌劇團。
1985年，回歸中視演出。1988年在《漢宮怨》劇中演出太子劉盈後，自演藝圈退休。
2015年11月4日，因心臟病逝世。

## 家庭
柳青終身未婚，其兄之女過繼給她，由她撫養；近年來都是獨居，經濟狀況無虞。

## 作品

### 電影
1962年：
- 《颱風》－導演：潘壘
- 《三鬧陰陽地獄塔》
- 《荒江女俠》
- 《三盜狀元印》
- 《崔金花三盜狀元印》
- 《紅娘子與一點紅》
- 《墓中生太子》
- 《孫臏下山》－飾：孫臏
- 《孫龎鬥法》－飾：孫臏

1963年：
- 《三羅漢哭倒乞食洞》
- 《十八羅漢》
- 《羅通掃北》－飾：屠爐公主
- 《新天方夜譚》
- 《丁姑背子告御狀》
- 《七美流浪記》

1964年：
- 《三元相思曲》
- 《田莊兄哥》
- 《三元相思曲》
- 《天字第一號》－飾：陳愛莉
- 《女間諜》－飾：山本淑子
- 《七仙女（續集）》（國語，黃梅調歌唱古裝劇）－飾：七仙女。導演：梁哲夫，監製：賴國財。主要演員：張小燕（飾：董永）、柳青、林璣、李冠章、戽斗。台聯影業公司發行。
- 《七仙女（完結篇）》（國語，黃梅調歌唱古裝劇）－導演：梁哲夫。
- 《遊俠四金剛》

1965年：
- 《誰要叫你媽媽》
- 《離別公用電話》
- 《豔諜三盲女》
- 《台灣英烈傳》
- 《台灣英烈傳續集》
- 《泰山與寶藏》－飾：鄭淑芬
- 《遊俠四金剛 (續集)》
- 《遊俠四金剛 (續集)》
- 《藍色警戒線》
- 《八卦山浴血記》
- 《小浪子》
- 《地獄新娘》（The Bride Who Has Returned from Hell）－飾：高鳳嬌。導演：辛奇，演員：金玫、柯俊雄、歐威、柳青、金塗，戴佩珊、小惠、郭夜人、丁香[4]
- 《一生為著你》
- 《七好漢》
- 《生死戀》
- 《後街人生》

1966年：
- 《真假紅玫瑰鬥法》
- 《流浪客》
- 《紅孔雀》
- 《怪俠乞丐婆》
- 《龍虎鬦》
- 《女人島間諜戰》－飾：依莉莎
- 《龍虎鬥》
- 《龍虎斗》
- 《盲女地下司令》
- 《間諜紅玫瑰》－飾：陳青美
- 《意難忘》
- 《女007》
- 《諜報員海棠紅》

1967年：
- 《千面夜叉》
- 《賭命三醉客》－飾：錢娟娟
- 《思慕的人》
- 《天龍酒店》
- 《龍虎豹》－導演: 劍龍;主要演員：黃俊、柳青、奇峯
- 《走路新娘》
- 《雙珠記》
- 《獨眼貓》－飾：林靜文
- 《乞丐怪羅漢》
- 《神簫客》
- 《三劍王》
- 《武林劍仇》
- 《七星鏢》
- 《神龍飛俠》－飾：劉靜雲秘書 江麗莎
- 《窗裡窗外》

1968年：
- 《龍虎劍》
- 《落花恨》
- 《雨夜悲情》
- 《神鏢》
- 《月光大俠》－飾：劉靜雲秘書 江麗莎
- 《飛天怪俠》
- 《三鳳震武林》

1969年：
- 《我怎麼辦》
- 《愛情價值多少錢》
- 《星夜離別》
- 《謝謝總經理》
- 《孫龐鬥法》
- 《安平追想曲》－出品者: 南國影業。導演/編劇:陳揚。主演：石軍（飾：李志堅）、柳青（飾：阿梅）、敏玲（飾：玉萍）、王哥（飾：阿水）、柳哥（飾：豬哥）、矮仔財（飾：周先生）、周遊（飾：豬嫂）
- 《丈夫與生育》
- 《娘子軍》
- 《玉面貓》

1970年：
- 《薛剛大鬧花燈》
- 《珍珠塔》
- 《妙賊》
- 《路客與刀客》
- 《攝魂鏡》－飾：崔德明的妻子 惠敏
- 《重慶一號》－飾：小紅
- 《長江一號》

1971年：
- 《X+Y就是愛》
- 《拼命娘子》
- 《香港客遊臺灣》

1975年：
- 《諜海英豪》

### 電視歌仔戲
1969年至1988年：
- 《意難忘》
- 《梁山伯與祝英台》
- 《三進士》
- 《恩怨不了情》
- 《西漢演義》
- 《三對佳偶》飾孫玉郎
- 《孟麗君》
- 《龍鳳奇緣》
- 《俠影秋霜》
- 《青山綠水情》
- 《洛神》
- 1981年6月23日《朱洪武與劉伯溫》飾朱七/朱元璋
- 《陸文龍》
- 《西廂記》
- 《秦雪梅與商琳》
- 《光緒帝與珍妃》
- 《王金龍與蘇三》
- 《楊家將》
- 《七俠五義》
- 《李世民夢遊記》
- 《大漢中興》
- 1988年，《漢宮怨》－飾：太子 劉盈

### 電視劇
- 1984年4月20日《酒矸嫂》

## 外部連結
- 柳青的Facebook專頁
- 柳青在香港影庫上的簡介